# Stanley Burrell
Stanley Dewayne Burrell jr. (Indianapolis, 16 settembre 1984) è un ex cestista statunitense, professionista nella NBDL e in Europa.